# Marathon masculin aux championnats du monde d'athlétisme 2001
Navigation
Séville 1999 Paris 2003
L'épreuve du marathon masculin des championnats du monde d'athlétisme 2001 s'est déroulée le 3 août 2001 dans les rues d'Edmonton, au Canada, avec une arrivée au stade du Commonwealth. Elle est remportée par l'Éthiopien Gezahegne Abera.

## Résultats
| Rang               | Athlète               | Pays           | Temps           | Notes |
| ------------------ | --------------------- | -------------- | --------------- | ----- |
| Médaille d'or      | Gezahegne Abera       | Éthiopie       | 2 h 12 min 42 s | SB    |
| Médaille d'argent  | Simon Biwott          | Kenya          | 2 h 12 min 4 s3 |       |
| Médaille de bronze | Stefano Baldini       | Italie         | 2 h 13 min 18 s |       |
| 4                  | Tesfaye Tola          | Éthiopie       | 2 h 13 min 58 s |       |
| 5                  | Shigeru Aburaya       | Japon          | 2 h 14 min 07 s |       |
| 6                  | Abdelkader El Mouaziz | Maroc          | 2 h 15 min 41 s |       |
| 7                  | Tesfaye Jifar         | Éthiopie       | 2 h 16 min 52 s |       |
| 8                  | Yoshiteru Morishita   | Japon          | 2 h 17 min 05 s |       |
| 9                  | Takayuki Nishida      | Japon          | 2 h 17 min 24 s |       |
| 10                 | Simretu Alemayehu     | Éthiopie       | 2 h 17 min 35 s |       |
| 11                 | Giacomo Leone         | Italie         | 2 h 17 min 54 s |       |
| 12                 | Atsushi Fujita        | Japon          | 2 h 18 min 23 s |       |
| 13                 | Benoît Zwierzchiewski | France         | 2 h 18 min 29 s |       |
| 14                 | Ian Syster            | Afrique du Sud | 2 h 19 min 38 s |       |
| 15                 | Óscar Fernández       | Espagne        | 2 h 19 min 45 s |       |
| 16                 | Abdelhakim Bagy       | France         | 2 h 20 min 43 s |       |
| 17                 | Alberico di Cecco     | Italie         | 2 h 20 min 44 s |       |
| 18                 | Olexandr Kuzin        | Ukraine        | 2 h 21 min 26 s |       |
| 19                 | Benjamín Paredes      | Mexique        | 2 h 22 min 07 s |       |
| 20                 | Asaf Bimro            | Israël         | 2 h 22 min 36 s |       |

## Légende
Records et Performances
- AR : Record continental (area record)
- CR : Record des championnats (championship record)
- MR : Record du meeting (meet record)
- NR : Record national (national record)
- OR : Record olympique (olympic record)
- PR : Record paralympique (paralympic record)
- PB : Record personnel (personal best)
- SB : Meilleure performance personnelle de la saison (season's best)
- WL : Meilleure performance mondiale de l'année (world leader)
- WJR : Record du monde junior (world junior record)
- WR : Record du monde (world record)

Circonstances et Conditions
- DNF : N'a pas terminé (did not finish)
- DNS : N'a pas pris le départ (did not start)
- DQ : Disqualification (disqualification)
- NM : Aucun essai valable enregistré (No Mark)
- Q : Qualifié « directement » au prochain tour (ou à la prochaine compétition), lors d'une compétition majeure, grâce au classement ou à la réalisation des minima (automatic qualifier)
- q : Qualifié au prochain tour (ou à la prochaine compétition), lors d'une compétition majeure, grâce au repêchage ou à la réalisation de l'une des meilleures performances parmi celles des « non qualifiés directement » (grâce au meilleur temps ou à la meilleure distance par exemple) (secondary qualifier)